# Strizh

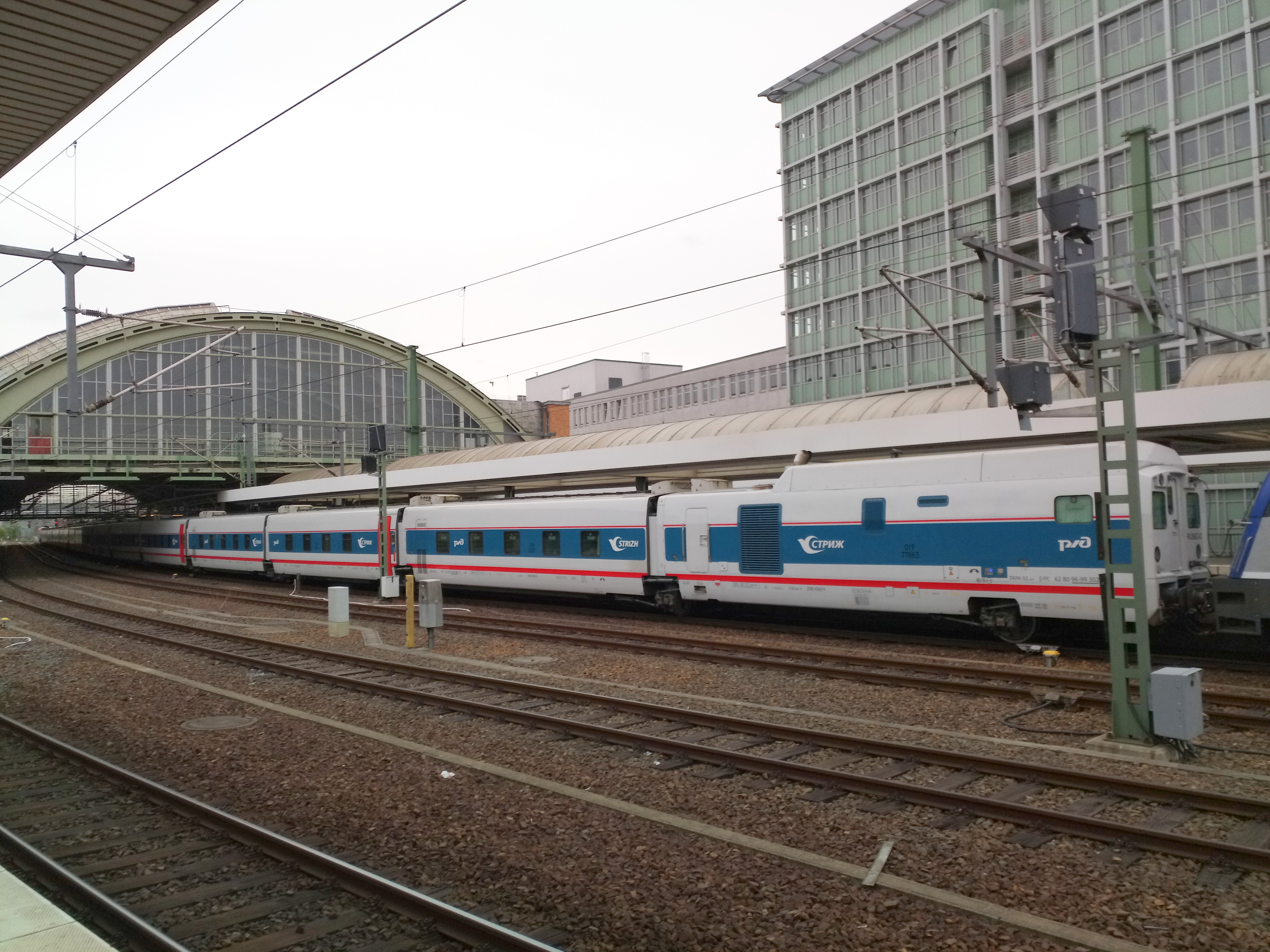
Ein Striž in Berlin Ostbahnhof

Der Strizh (englische Transkription, transliteriert Striž) beziehungsweise russisch Стриж Strisch, deutsch ‚Mauersegler‘, ist eine Schnellzugverbindung der Rossijskije schelesnyje dorogi (Russischen Eisenbahnen). Die Züge verkehrten bis 2020 als Euronight international zwischen Russland, Belarus, Polen und Deutschland auf der Strecke Moskau–Minsk–Warschau–Berlin und verkehren weiterhin innerrussisch auf der Strecke Moskau–Wladimir–Nischni Nowgorod. Im Zuge der Corona-Pandemie wurde der Zuglauf zwischen Moskau und Berlin im März 2020 eingestellt.

## Geschichte
Die Hochgeschwindigkeitszüge Strizh verkehren seit dem 1. Juni 2015 auf der Linie Moskau–Nischni Nowgorod. Darüber hinaus verkehrten Züge unter diesem Namen von 2016 bis 2020 zweimal wöchentlich von Berlin Ostbahnhof nach Moskau zum Belarussischen Bahnhof beziehungsweise in umgekehrter Richtung über eine Distanz von 1886 Kilometern (1919 Kilometer laut Zugaushang). Unterwegshalte sind Frankfurt (Oder), Rzepin, Poznań, Warschau, Terespol, Brest, Minsk, Orscha und Smolensk. 2018 dauerte die Fahrt 22 Stunden und 36 Minuten, im Sommerfahrplan 2019 von Moskau nach Berlin 22 Stunden, von Berlin nach Moskau 23 Stunden und 19 Minuten.
Im Zuge des Ausbruchs der Corona-Pandemie wurden viele internationale Zugläufe im Frühjahr 2020 vorübergehend eingestellt, darunter auch der Strizh zwischen Moskau und Berlin. Eine Wiederaufnahme unterblieb bislang aufgrund der weitgehenden Einstellung des internationalen Reisezugverkehrs mit Russland infolge des russischen Überfalls auf die Ukraine im Februar 2022.

## Zuggarnitur
Die Züge sind Talgo-VI-Gliederzugeinheiten des spanischen Herstellers Patentes Talgo. Der Anschaffungspreis für sieben Zuggarnituren betrug 135 Millionen Euro. Ein Zug zwischen Berlin und Moskau besteht aus zwanzig Wagen. Von diesen sind vierzehn Schlafwagen, zwei Sitzwagen der ersten Wagenklasse, ein Buffet- und ein Speisewagen. Die beiden Endwagen sind Generatorwagen, einer davon läuft auf zwei Laufwerken. Insgesamt haben mehr als 400 Reisende im Zug Platz. Die Wagen sind klimatisiert und mit WLAN ausgerüstet. Im Bahnhof Brest wechselt die Spurweite zwischen Regel- (1435 mm) und russischer Breitspur (1520 mm), weswegen die Laufwerke umgestellt werden müssen. Mit der seit 1969 im Verkehr zwischen Spanien und Frankreich sowie seit 1992 im spanischen Binnenverkehr genutzten Spurwechseleinrichtung der Bauart Talgo erfolgt diese Umspurung beim Überfahren mit etwa 15 km/h selbsttätig, sodass sich die Zeit für diesen Vorgang einschließlich des Lokwechsels von rund zwei Stunden auf etwa zwanzig Minuten verkürzt. Die Betriebskuppelenden der Endwagen sind mit Seitenpuffern und Mittelpufferkupplungen der Bauart Unilink ausgerüstet. Diese sind durch eine integrierte Kuppelkette ohne Änderungen mit Schrauben- und Mittelpufferkupplungen der Bauart SA-3 kuppelbar. Die Wagen sind für Geschwindigkeiten bis 200 km/h zugelassen.